# Pride (песня High and Mighty Color)
«Pride» (яп. プライド, от англ. «Гордость») — дебютный сингл группы HIGH and MIGHTY COLOR, выпущенный 26 января 2005 года. Сразу после выхода сингл занял четвёртую строчку хит-парада Oricon, а затем поднялся на вторую позицию и держался на ней практически всю неделю. Продажи составили более 300 тыс. экземпляров. Песня «PRIDE» была использована в качестве второй открывающей композиции аниме-сериала Mobile Suit Gundam SEED Destiny. Позже был сделан ремикс этого альбома (PRIDE Remix), где «PRIDE» исполняют разные японские артисты.

## Состав
- Маки & Юсукэ — вокал
- Кадзуто — гитара
- MEG — гитара
- maCKAz — бас-гитара
- SASSY — ударные

## Список треков альбома
Текст всех песен написан HIGH and MIGHTY COLOR.
1. «PRIDE» — 4:17
2. «Hikaru Kakera» (光るカケラ; Shards of Light) — 4:20
3. «all alone» — 5:39
4. «PRIDE (Instrumental)» — 4:17